# Colin Webster
Colin Webster (Cardiff, 17 de julho de 1932 - 1 de março de 2001) foi um futebolista galês que atuava como atacante.

## Carreira
Colin Webster fez parte do elenco da Seleção Galesa de Futebol, na Copa do Mundo de 1958.